# Aleksandra Urbańczyk
Aleksandra Urbańczyk, född 13 november 1987, är en polsk simmare.
Urbańczyk tävlade i två grenar (50 meter frisim och 4 x 100 meter frisim) för Polen vid olympiska sommarspelen 2016 i Rio de Janeiro, där hon blev utslagen i försöksheatet på båda grenarna.